# Nancy Simons
Nancy Simons   (Oakland, 20 de maig de 1938), coneguda de casada com a Nancy Peterson, és una nedadora estatunidenca, ja retirada, que va competir durant la dècada de 1950.
El 1956 va prendre part en els Jocs Olímpics d'Estiu de Melbourne, on disputà dues proves del programa de natació. Guanyà la medalla de plata en els 4×100 metres lliures, formant equip amb Shelley Mann, Sylvia Ruuska i Joan Rosazza, i fou novena en els 100 metres lliures.